# Punal (Waffe)
Der Punal (oder Gunong, spanisch punal ‚Dolch‘) ist ein Dolch von den Philippinen.

## Geschichte
Der Punal wurde von den Stämmen der Moro als Waffe entwickelt. Bedingt durch das große Verbreitungsgebiet gibt es viele verschiedene Versionen.

## Beschreibung
Der Punal hat eine kräftige, ein- oder zweischneidige Klinge aus Schmiedestahl und bei manchen Exemplaren auch aus Damaszenerstahl. Die Klingenlängen reichen von etwa 15 cm bis etwa 40 cm. Die Klingenbreiten reichen von etwa 0,65 cm bis etwa 8 cm. Der Klingenquerschnitt kann flach oder rhombisch sein. Manche Klingen haben einen Mittelgrat. Das Parier ist klein und das Heft (Griffstück) besteht meist aus Holz, Knochen oder Elfenbein. Die Griffform ähnelt meist einem Pistolengriff. Die Scheiden werden meist aus Holz gefertigt. Der Griff und die Scheiden sind meist mit silbernen Beschlägen verziert.